# Sentiero medievale per il Santuario del Monte Penice
Il sentiero medievale per il Santuario del Monte Penice è un sentiero escursionistico che collega Bobbio con il Santuario di Santa Maria sul Monte Penice a 1.460 m., passando per la valle del Carlone.
È definito strada-mulattiera, perché alcuni tratti come quello iniziale sono carrozzabili e persino asfaltati, altri tratti solo percorribili solo con fuoristrada, mezzi agricoli e a cavallo, ed alcuni solo a piedi.

## Descrizione
L'ambiente è suggestivo, al punto che è facile veder volteggiare poiane e talvolta pure qualche falco in un ambiente favorevole per la nidificazione.
Nella sua parte finale il sentiero traccia il confine tra la Provincia di Pavia e quindi la Lombardia e la Provincia di Piacenza in Emilia-Romagna, nella zona dopo la Fontana dei Ramari ed il Santuario.

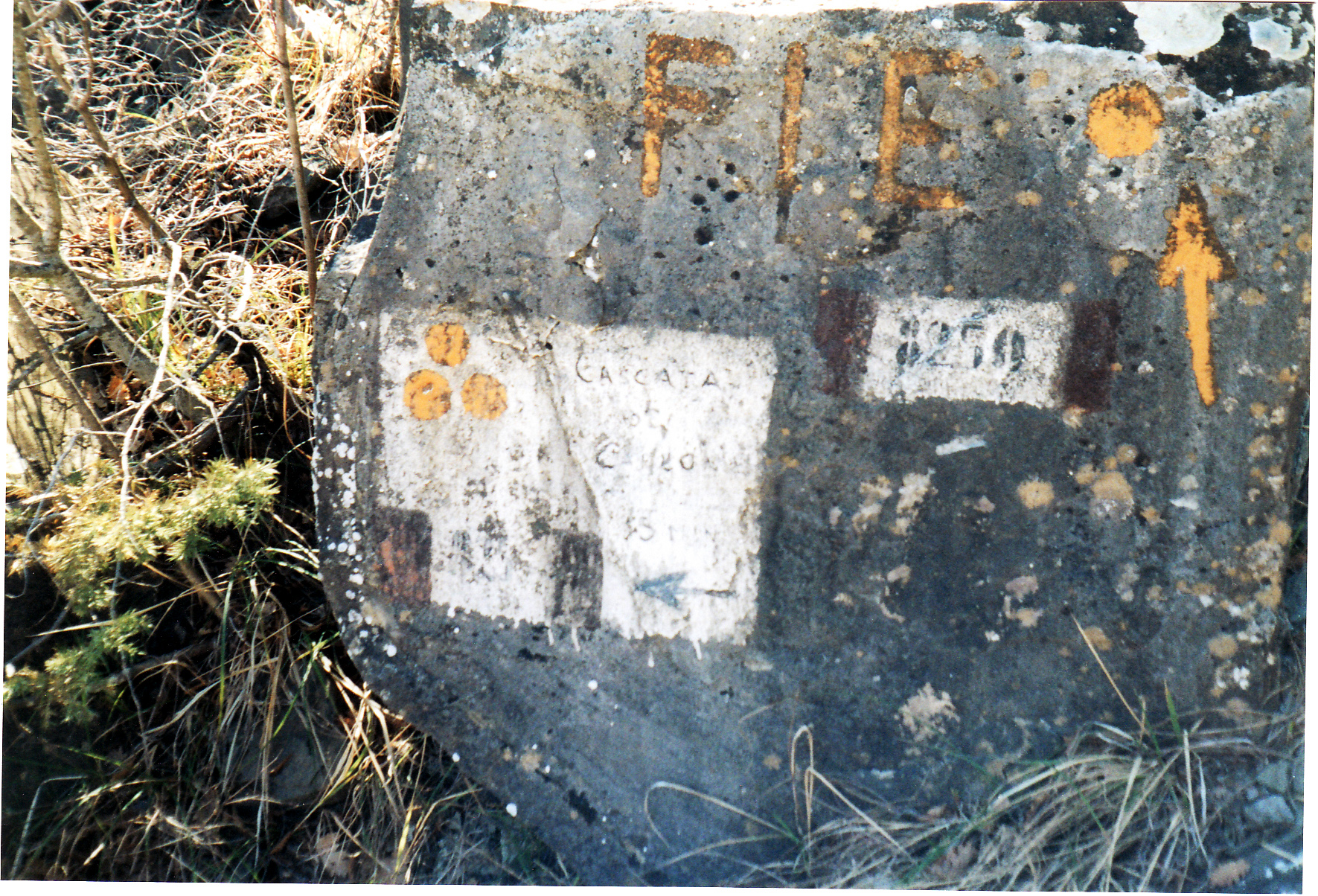
Segnavia FEI-FIE nei pressi della Cascata termale del Carlone

Il sentiero è tracciato da segnavie e guidovie a pallini o strisce di vari colori (bianco-rosso, rosso e giallo) lungo i lati del percorso su sassi piante, perché è stato tracciato sia dal CAI che dal FEI separatamente.
Agli inizi del Novecento il parroco di San Cristoforo e Rettore del Santuario della Madonna del Penice Mons. Carlo Muzio, decise di restaurare ed ampliare il sentiero, che era fino ad allora di pertinenza parrocchiale per le vicende storiche.

### Percorso

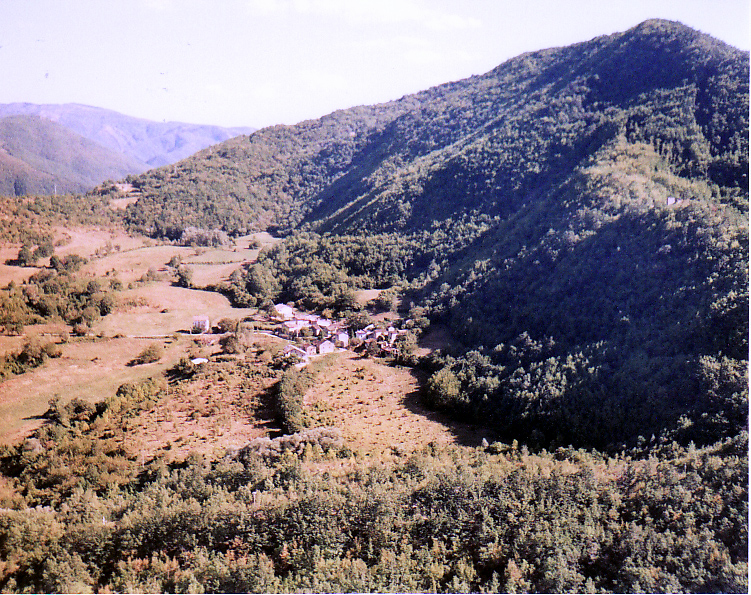
Veduta della frazione Moglia di Bobbio

Il dislivello complessivo tra Bobbio (272 metri s.l.m.) e la vetta del Penice (1.460 metri s.l.m.) è di 1.188 metri. Per completare il percorso di circa 20 km. occorrono sei ore (cinque in discesa).
Da Bobbio si percorre la Strada statale 45 di Val Trebbia in direzione di Genova, fino alla località San Martino (300 m s.l.m.), dove si prende la strada a destra per Carana e Moglia.
Ci si trova sul tracciato dell'antico Caminus Genuae, ossia la strada che univa la pianura Padana con la Liguria prima che si realizzasse il tracciato della statale 45. Fino alla Moglia si segue la strada asfaltata che sale da Bobbio. La strada valica con un ponte il torrente Carlone, quindi comincia a salire e dopo due tornanti si prende a destra in direzione della Moglia (475 m s.l.m.).
Dalla Moglia si prosegue in direzione di S. Cristoforo sul sentiero (segnavia due bolli gialli), che sale nel basso della Costa del Bancale sotto la frazione abbandonata della Cavanna (550 m s.l.m.) e da lì costeggia i campi della Cavanna e supera il ruscello del Rio della Spalla che scende fino al Carlone e alle foci del quale era l'antico mulino a ruota della Cavanna.

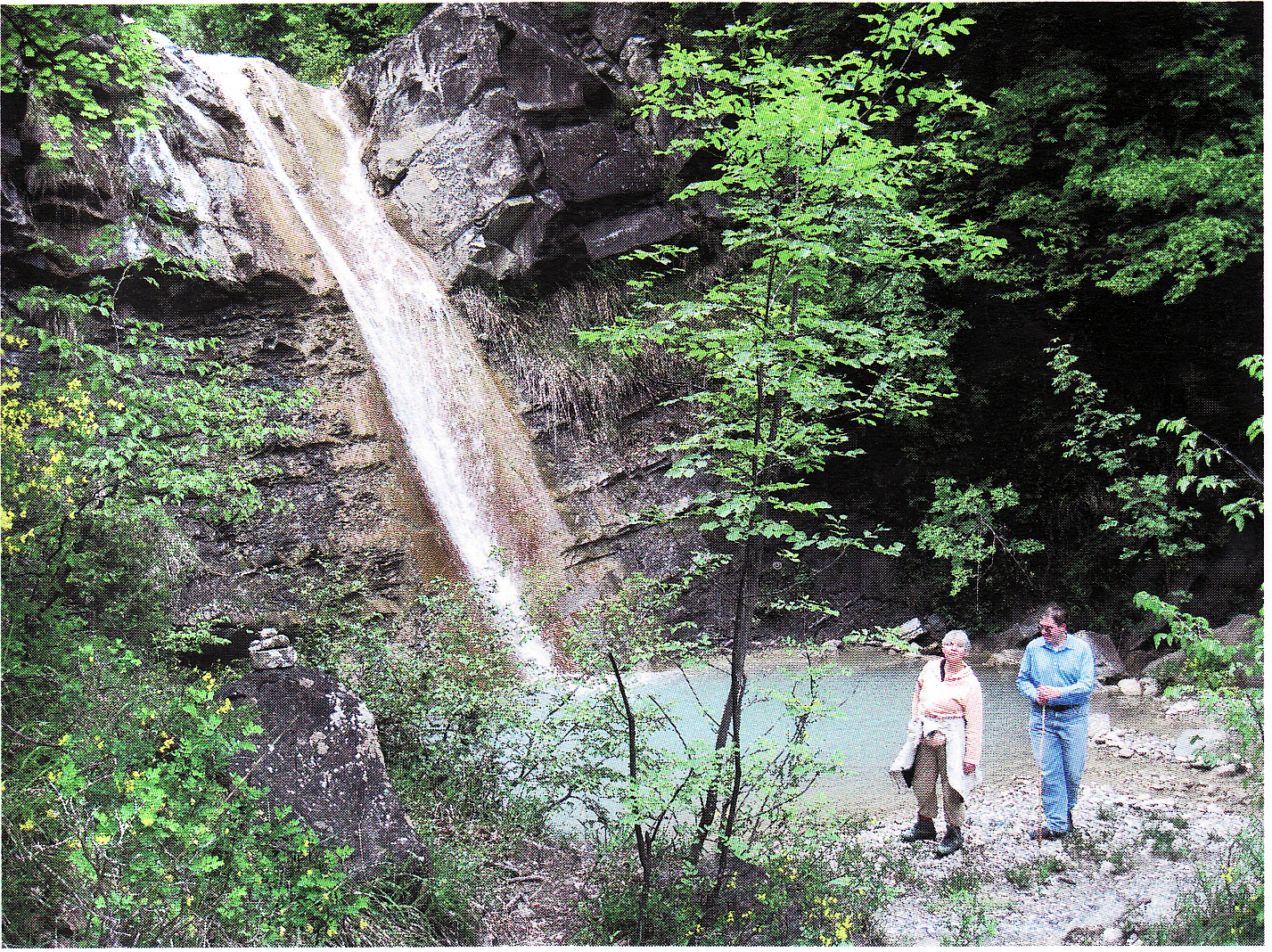
La Cascata termale San Cristoforo del rio Carlone, con laghetto e fonte termale

Dal ruscello del Rio della Spalla si arriva nei boschi del castagneto della Piana (500 m s.l.m.), proseguendo si scende un poco e si risale fino ad arrivare al torrente Carlone sopra la celebre e suggestiva cascata del Carlone (575 m s.l.m.). Quindi si attraversa il torrente e si sale fino ai ruderi dell'antica chiesa monastica fondata nel VII secolo dai monaci di San Colombano, da dove si raggiunge S. Cristoforo.

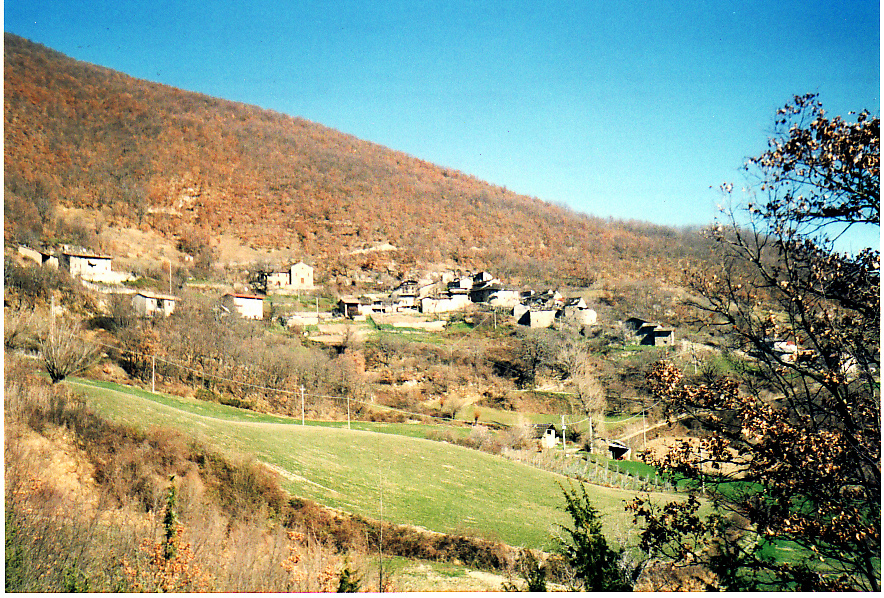
Veduta di San Cristoforo di Bobbio

Da San Cristoforo (650 m s.l.m.) si prosegue per le Mogliazze (800 m s.l.m.), che parte dalla Cascina Montà vicino alla chiesa parrocchiale.
Arrivati alla frazione delle Mogliazze (o Mogliasse) si entra nell'abitato, quindi dopo il primo edificio sulla destra si svolta a destra: qui trovasi un cancello che non delimita una proprietà privata, bensì è stato collocato dalle persone del luogo per impedire alle pecore di abbandonare il terreno di pascolo. Gli escursionisti sono pregati di aprire il cancello per transitare e di richiuderlo subito dopo dietro di sé.
Dopo il cancello si svolta a sinistra e si seguono i segnavia a due bolli gialli. Poco dopo il sentiero è sbarrato da un altro cancello che ha la funzione del precedente descritto e deve essere utilizzato nello stesso modo. Si giunge al Belvedere Mogliazze, dal quale si ha un'ampia visuale sulla valle del Carlone, su Mogliazze, S. Cristoforo e Moglia, nonché sul Lesima (1724 m), visibilissimo per la cupola bianca del radar aeronautico.
Superate la sorgente di Val Mora e la zona della Capanna (resti di un piccolo casotto), il sentiero raggiunge la località La Costa (1.000 m s.l.m.).

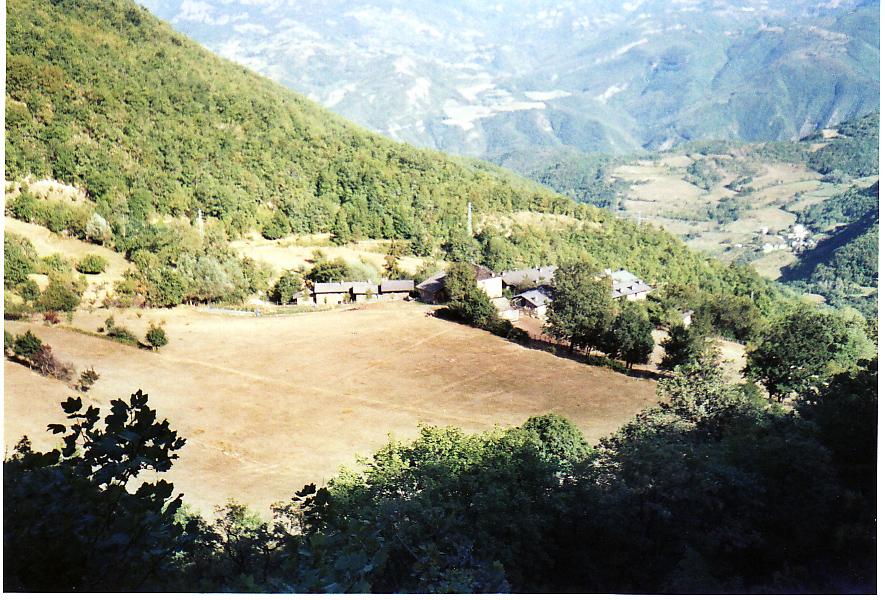
La frazione Mogliazze di Bobbio vista dal Belvedere

La Costa è posta sul crinale che separa le valli dei torrenti Carlone e Bobbio: proseguendo si lambiscono boschetti amati dai cercatori di funghi e zone scoperte in cima alle coste del Cristallo e poi della Birba, quindi si arriva finalmente alla Fontana dei Ramari (1.100 m s.l.m.).
Il sentiero coincide per un tratto con la strada asfaltata che da Dezza raggiunge il Passo del Brallo. Superato un campo per il calcio a destra della strada, il sentiero svolta a destra e rientra nel bosco, quindi raggiunge il Rifugio della Faggeta, che trovasi in una radura.
Si prosegue in direzione Nord sul sentiero CAI n. 101 (segnavia bianco-rossi), che passa sullo spartiacque fra le valli del Bobbio e della Staffora e coincide in gran parte con il confine tra Emilia-Romagna e Lombardia. Il sentiero passa accanto alla Cima di Valle Scura (1.229 m s.l.m.), quindi confluisce nella strada asfaltata che collega il Passo del Brallo con quello del Penice. Su asfalto si prosegue in direzione Nord fino al Passo della Scaparina (1.108 m s.l.m.): da qua si svolta a destra subito dopo il bar ristorante Scaparina e si percorre il sentiero n. 101 che sale ripido fino alla vetta del Monte Penice (1460 m s.l.m.), sulla quale trovasi il Santuario di Santa Maria che è in Emilia (Comune di Bobbio), sia pure per poche decine di metri.

## Bibliografia

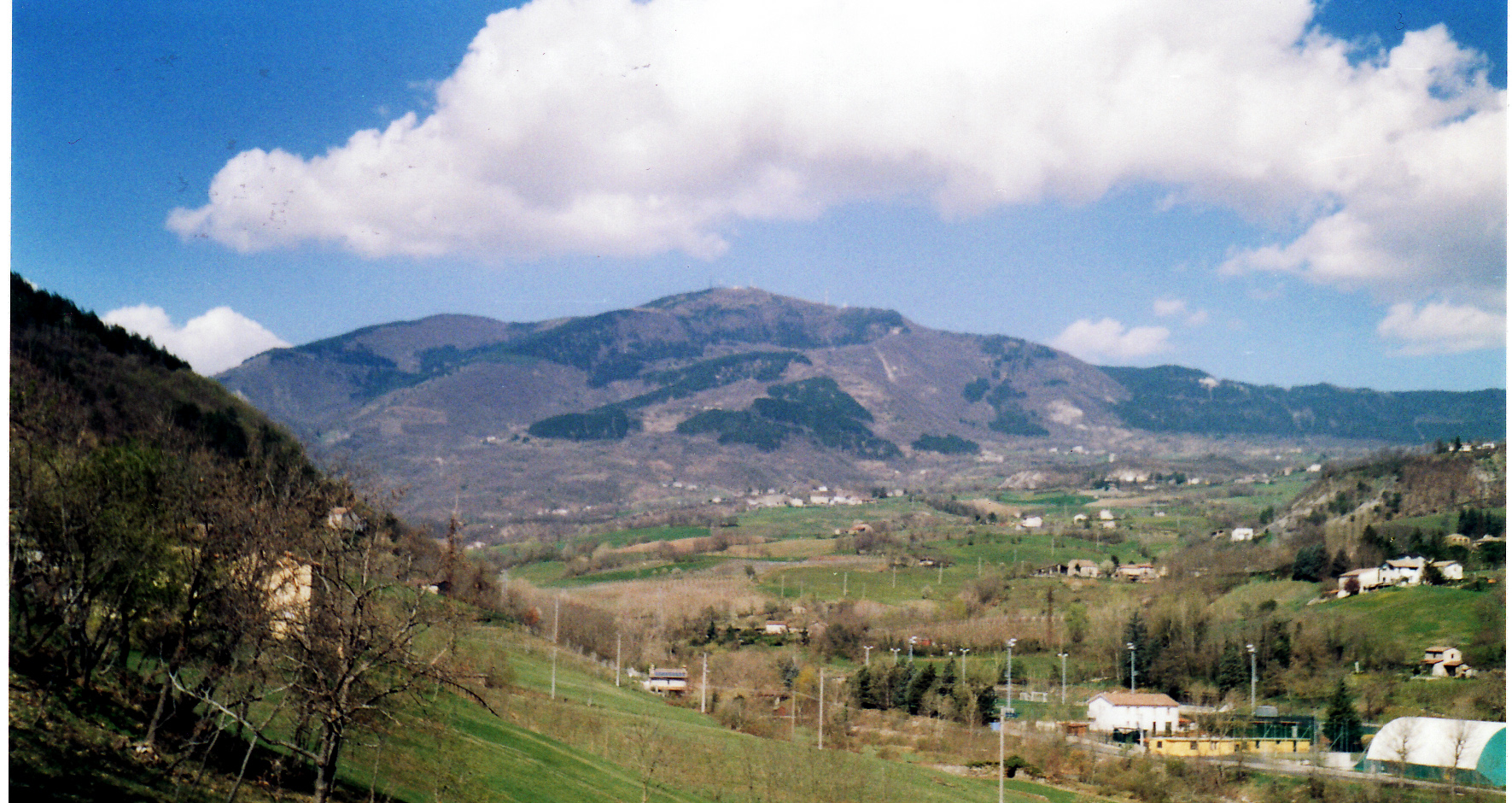
Il Monte Penice